# 大坑村瓦窯福德祠
24°29′40″N 120°50′32″E / 24.494333°N 120.842194°E
大坑村瓦窯福德祠，是位於臺灣苗栗縣公館鄉大坑村的土地祠，設於砂岩洞穴口。

## 沿革
咸豐元年（1851年），地主張進生在大坑村創設瓦窯廠時，在公館行修寺東方約200公尺、13鄰位置開鑿洞穴以供奉土地公。據當地耆老楊家禎表示，張家的瓦窯廠停用後，此作為保佑瓦窯的土地祠轉為眾人的公廟。至日本企業家岩本東作在行修寺旁的社區公園建立窯場後，日本廠商也祭拜土地公。
瓦窯福德祠僅廟門外露，其餘結構都藏身竹林下方的砂岩洞穴內。山壁每逢大雨造成土石流失坍塌，廟內土地公卻未受影響，被當地民眾視為神蹟。二次大戰期間美軍轟炸時，居民認定瓦窯福德祠是祥瑞之地，就在左右兩旁鑿防空洞。山洞呈現Ｕ型，為20公尺長、2公尺高。

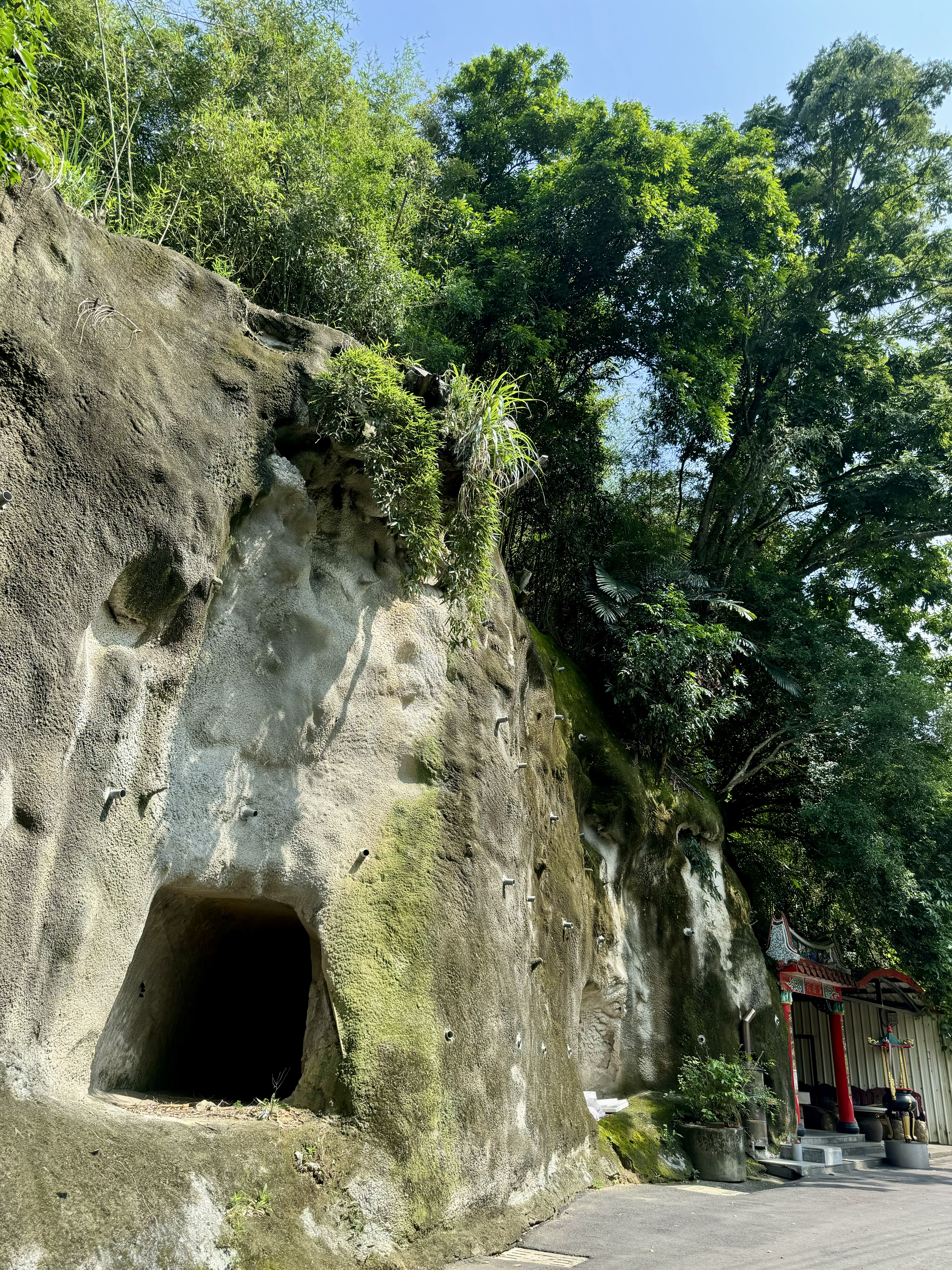
防空洞與大坑村瓦窯福德祠

至1993年，公館的陶瓷業大幅衰退，產業出走。該年，村民便倡議因人口流失而少人祭祀的茶園福德祠、圓頂福德祠，移到正準備改建的瓦窯福德祠作合祀。一段時間，公館地區一些以唐山石建造、年代久遠的小型土地公祠，常被小偷竊走廟身。瓦窯福德祠重建期間，大坑村的下水井、新伯公福德祠都遭竊走，於是這兩祠的土地神也就迎來瓦窯福德祠。
2021年8月，苗栗縣議員徐筱菁爭取新台幣65萬在瓦窯福德祠旁山坡設置駁坎，以保護廟身與行人。